# Долина Катманду
Долина Катманду (непальск. काठमाडौं उपत्यका, Kāṭhmāṇḍau Upatyakā) — долина в Непале, на которой расположено более 130 памятников истории и культуры, имеющих международное значение, в том числе несколько мест паломничества для индуистов и буддистов. Семь объектов на территории долины включены в список Всемирного наследия ЮНЕСКО. Самая старая из надписей, обнаруженных в долине, датируется 185 годом, самое старое здание — приблизительно I веком. В долине расположено большое количество известных буддийских монастырей.
Образовалась около 100 000 лет назад на месте завального (подпрудного) озера в результате его катастрофического спуска после прорыва завала в ущелье Чобар.
(Происхождение долины издревле верно понимало местное население. Прорыв завала индуисты приписывают молниям Кришны, буддистское меньшинство - бодхисаттве Манджушри, с помощью волшебного меча).
Исторически долина и прилегающие к ней территории составляли конфедерацию, известную как Непал Мандала. До XV века её столицей был Бхактапур, пока не были возведены две другие столицы, Катманду и Лалитпур. После аннексии долины королевством Горкха и последующего превращения её в столичный регион его империи название «Непал» переносилось на каждую территорию, завоёвывавшуюся этим королевством.
Долина Катманду является наиболее развитой и населённой частью Непала. Большинство государственных учреждений расположены именно в долине, что делает её экономическим центром Непала. Она пользуется популярностью среди туристов благодаря своим архитектурным памятникам.
В долине Катманду в список объектов Всемирного наследия включены следующие места:
- Площадь Дурбар в Лалитпуре
- Архитектурные памятники Бхактапура
- Буддисткий храмовый комплекс Сваямбунатх
- Буддисткий храмовый комплекс Боднатх
- Храмовый комплекс индуизма Пашупатинатх
- Храмовый комплекс Чангу Нараян
- Площадь Хануман Дхока (Дурбар) в Катманду